# Plaza Los Horcones (Barquisimeto)
La plaza Los Horcones es un espacio público y Un monumento edificado en 1930 con el objetivo de conmemorar la batalla de los Horcones que se efectuó en Barquisimeto, estado Lara en la cual lucho contra un ejército español obteniendo la victoria. 

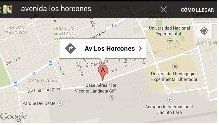
Av. Los Horcones

## Plaza Los Horcones
Un monumento edificado en  1930 para conmemorar la batalla de Los Horcones que se efectuó en la región larense de Venezuela, ubicada en la avenida Los Horcones- Barquisimeto. El primer enfrentamiento independentista en la entidad. La cual se libró el 22 de julio de 1813, fue dirigida por el coronel José Félix Ribas que se enfrentó a las tropas realistas comandadas por el coronel español Francisco Oberto, las cuales resultaron vencidas. En este enfrentamiento participaron Jacinto Lara, Pedro León Torres, Florencio Jiménez y Trinidad Morán. 
Nación que hace acto cada 22  de julio, los larenses acuden a la plaza para rendir honores a los combatientes que dieron su vida para lograr la independencia. En esa fecha hacen presencia los representantes de los poderes públicos, la Fuerza Armada y cultores en ya mencionada estructura.
Ya con sus 84 años es unos de los monumentos que relata una de las historias independentista del país.  Su estructura está basada en un monolito de concreto al estilo de un obelisco, coronado por una estrella de cinco puntas y tiene una placa alusiva al hecho histórico. Mide 4m aproximadamente y se ubica en una especie de torta de tres pisos de concreto, cubierto con terracota. Donde se muestran los precursores criollos de aquella batalla.